# James Sowerby

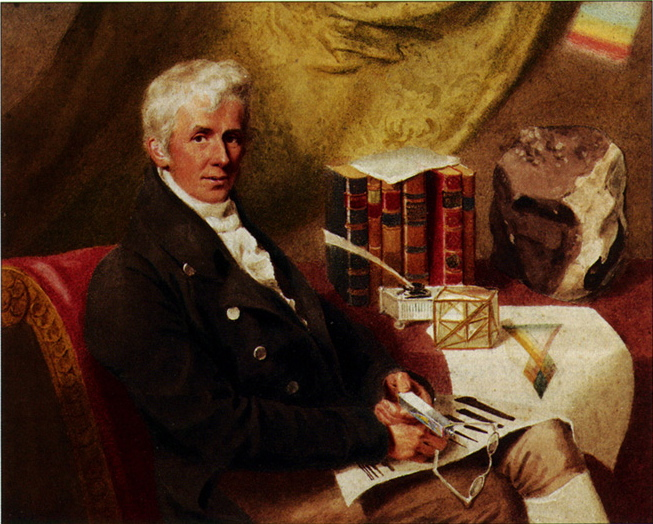
James Sowerby; Gemälde von Thomas Heaphy (1816)

James Sowerby (* 21. März 1757 in London; † 25. Oktober 1822 in Lambeth, London) war ein britischer Naturforscher, Mineraloge und naturwissenschaftlicher Illustrator. Sein offizielles botanisches Autorenkürzel lautet „Sowerby“.
Ab 1777 illustrierte er zahlreiche britische Publikationen, einschließlich grundlegenden Werken aus dem Bereichen Botanik, Mineralogie und Mykologie, wofür er in die Linnean Society of London aufgenommen wurde.

## Leben und Wirken
Sowerby war der Sohn des Graveurs John Sowerby und dessen Ehefrau Arabella Goodreed. Er wurde in Lambeth, in South London geboren.
1771 kam er im Alter von 14 Jahren als Lehrling in das Atelier des Marinemalers Richard Wright (1735–1775?). Als dieser nach kurzem einen Schlaganfall erlitt, wechselte Sowerby zu William Hodges.
Zum 1. Dezember 1777 begann Sowerby an der Royal Academy of Arts in London ein Kunststudium mit dem Schwerpunkt der Miniaturmalerei. Gerade diese Fähigkeiten fielen William Curtis auf, der ihn sofort als Illustrator für seine Flora Londonensis engagierte. Durch die Zusammenarbeit mit Curtis machte Sowerby auch die Bekanntschaft der Botaniker Charles Louis L’Héritier de Brutelle und William Withering, für die er später ebenfalls arbeitete. Durch seinen Studienkollegen Robert de Carle in Norwich kam Sowerby in Kontakt mit Naturwissenschaftlern wie James Edward Smith und Dawson Turner. Aus diesem Treffen entstand in den Jahren 1790 bis 1814 die English Botany, die heute unter „Sowerbys Botany“ bekannt ist.
Am 7. Februar 1786 heiratete Sowerby Anne Brettingham de Carle, die Schwester eines Kommilitonen. Gemeinsam hatten sie neun Kinder, darunter James de Carle Sowerby und George Brettingham Sowerby I (1788–1854). Sowerbys Ehefrau starb Anne im September 1815. Fünf Jahre später heiratete er im Dezember 1820 Mary Catherine Reynolds (* 1769), die Tochter des Admirals John Reynolds (1713–1788). Am 25. Oktober 1822 starb James Sowerby nach längerer Krankheit im Alter von 65 Jahren zu Hause in Lambeth, London.

## Vermächtnis und Ehrungen
Nach dem Tod des Vaters wurde das Unternehmen wurde zunächst von Sowerbys Söhnen James und George weiter geführt. Der Schwerpunkt lag bei illustrierten Veröffentlichungen über Mollusken. Später übernahmen der Enkelkinder George Brettingham Sowerby II, sowie seine ältere Schwester, die Illustratorin Charlotte Caroline Sowerby das Familienunternehmen weiter und danach der Urenkel, George Brettingham Sowerby III.
Durch sein künstlerisches Werk wurde Sowerby 1793 von der Linnean Society of London zum „Fellow“ ernannt und bereits fünf Jahre später als ordentliches Mitglied aufgenommen. In diesen Jahren befreundete sich Sowerby auch mit dem Naturwissenschaftler Joseph Banks.
Zu Ehren von James Sowerby wurde die Pflanzengattung Sowerbaea Sm. aus der Familie Spargelgewächse (Asparagaceae) und der Sowerby-Zweizahnwal (Mesoplodon bidens) aus der Familie der Schnabelwale (Ziphiidae) benannt. Auch die Pilzgattung Sowerbyella ist ihm zu Ehren benannt.

## Als Illustrator (Auswahl)
- William Curtis: Flora Londinensis. 1777.
- James Edward Smith: A Specimen of the Botany of New Holland. J. Sowerby, London 1793–1795 (Digitalisat).
- Anleitung zur naturgetreuen Zeichnung vom Pflanzen: A Botanical Drawing-Book, or an easy introduction to drawing flowers according to nature. 1789, 2. Auflage 1791.
- George Shaw, James Edward Smith: Zoology of New Holland. 1794.
- Coloured figures of English Fungi or mushrooms. 4 Bände, J. Davis, London 1797–1815.
- The British miscellany, or, Coloured figures of new, rare, or little known animal subjects. London 1806 doi:10.5962/bhl.title.41623.
- John Mawe: Familiar Lessons on Mineralogy and Geology. 1819; 10th edit. 1828 (archive.org).
- Mineral Conchology of Great Britain. Meredith, London 1841 strasbg.fr (Memento vom 21. Juli 2011 im Internet Archive).